# Platja de la Móra
|  | No s'ha de confondre amb Platja de la Mora. |

La platja de la Móra és una platja seminatural del municipi de Tarragona (Tarragonès), situada al costat de la urbanització homònima, dins l'espai natural de Tamarit-Punta de la Móra, limitada de manera natural per roques a banda i banda. Orientada al sud-est, té una longitud de 458 metres i una amplada mitjana de 47 metres, formada per sorra fina i daurada, amb un pendent d'entrada a l'aigua suau. Disposa de senyalitzacions, servei de socorrisme i salvament, accessos per a persones amb mobilitat reduïda, sanitaris portàtils, dutxes, guingueta de gelats i refrescos, lloguer de para-sols i zona d'aparcament per a vehicles.
La platja està guardonada amb la Bandera Blava, que reconeix internacionalment la qualitat de l'aigua i serveis. L'Agència Catalana de l'Aigua efectua un control setmanal de la qualitat de l'aigua, durant la temporada de bany, amb el resultat d'excel·lent.
Hi desemboca la riera de la Móra, que en el tram final està canalitzada per una estructura de formigó, anomenada 'el Canal', que provoca estancament de l'aigua per les llevantades. Hi ha estudis de naturalitzar la desembocadura.